# Meus Prêmios Nick 2020
O Meus Prêmios Nick 2020 foi a 21ª edição da premiação Meus Prêmios Nick, que aconteceu em 27 de setembro de 2020 nos estúdios da Nickelodeon em São Paulo. Por conta da pandemia o evento aconteceu em estúdio e sem plateia. Pela primeira vez a premiação não foi gravada e foi transmitida ao vivo pela Nickelodeon para o Brasil. 

## Apresentações
| Artista         | Canção                       |
| --------------- | ---------------------------- |
| Gustavo Mioto   | "Com ou Sem Mim" "Anti-Amor" |
| Larissa Manoela | "Thank U, Next"              |
| Now United      | "Feel It Now"                |

## Vencedores e indicados
A lista de indicados da 1ª foram divulgados em 22 de julho de 2020 e as votações iniciaram no mesmo dia, através do site e também do Twitter. Manu Gavassi foi artista mais indicada do ano, com 6 indicações. Em 13 de agosto, foram divulgados os finalistas, além de ter aberto as votações para a 2ª fase com 3 novas categorias e Manu Gavassi continua sendo o mais indicado, com 6 categorias. Em 8 de setembro, as votações foram encerradas. 
|  | Indica o vencedor dentro de cada categoria. |

| Artista de TV Feminina | Artista de TV Masculino |
| --- | --- |
| - Marina Ruy Barbosa - Maisa - Larissa Manoela - Sophia Valverde                                                                       | - João Guilherme - Lucas Burgatti - Felipe Simas - Caio Castro                                                                             |
| Artista Musical Favorito | Artista Internacional Favorito |
| - Manu Gavassi - Pabllo Vittar - Anitta - Melim                                                                                        | - Now United - BTS - Billie Eilish - Camila Cabello                                                                                        |
| Canal de YouTube Favorito | Gamer do Ano |
| - Enaldinho - Rezendeevil - Loud - Camila Loures                                                                                       | - TazerCraft - Flakes Power - Cherryrar - Ingredy Barbi Games                                                                              |
| Fandom do Ano | Hit Nacional Favorito |
| - Uniters (Now United) - BTS Army (BTS) - Blink (Blackpink) - Avocados (Billie Eilish)                                                 | - Manu Gavassi – "Áudio de Desculpas" - BFF Girls – "Fica" - Giulia Be – "Menina Solta" - Camila Loures e MC WM – "Bambolê"                |
| Hit Internacional Favorito | Inspiração do Ano |
| - Now United – "Come Together" - Billie Eilish – "Everything I Wanted" - Dua Lipa – "Break My Heart" - Blackpink – "How You Like That" | - Manu Gavassi - Any Gabrielly - Larissa Manoela - Bruna Marquezine                                                                        |
| Instagram do Ano | TikToker do Ano |
| - Manu Gavassi - Maisa - Larissa Manoela - Any Gabrielly                                                                               | - Any Gabrielly - Maisa - Camilla de Lucas - Doarda                                                                                        |
| Style do Ano | Desenho Animado Favorito |
| - Manu Gavassi - JP Mota - João Guilherme - Luh Setra                                                                                  | - Bob Esponja - The Loud House - O Incrível Mundo de Gumball - Os Jovens Titãs em Ação                                                     |
| Programa de TV Favorito | Programa da Nick Favorito |
| - Bia - Henry Danger - Programa da Maisa - As Aventuras de Poliana                                                                     | - Henry Danger - Bob Esponja - Sam & Cat - The Thundermans                                                                                 |
| Filme do Ano | Melhor Live |
| - Modo Avião - Ela Disse, Ele Disse - Frozen 2 - Jumanji - Próxima Fase                                                                | - Marília Mendonça - Alok - Larissa Manoela - Melim                                                                                        |
| Aposta Trendy By Nick | Conteúdo Digital do Ano |
| - Lorena Queiroz - Esdras Saturnino - Lisandra Barcelos - Taby                                                                         | - Garota Errada (Manu Gavassi) - Por trás da Música (BFF Girls) - Bolívia Talk Show (Desimpedidos) - Any Gabrielly Convida (Any Gabrielly) |
| Categorias especiais | |
| Agradecimento Épico | Vencedores Épicos do KCA |
| - Turma da Mônica (2019) - Renato Aragão (2019) - Xuxa Meneghel (2016) - Luan Santana (2016)                                           | - Now United (2020) - Bibi Tatto (2019) - Maisa (2019) - BFF Girls (2018)                                                                  |
| Slime Épico | |
| - Alok (2017) - Eduardo Sterblitch (2014) - Manual do Mundo (2016) - Maisa e Matheus & Kauan (2018)                                    | |

### Artistas com mais indicações e prêmios
Artistas com múltiplas indicações:
| Artista         | Indicações |
| --------------- | ---------- |
| Manu Gavassi    | 6          |
| Maisa           | 6          |
| Larissa Manoela | 4          |
| Now United      | 4          |
| Any Gabrielly   | 3          |
| BFF Girls       | 3          |
| Billie Eilish   | 2          |
| Camila Loures   | 2          |
| Melim           | 2          |
| BTS             | 2          |

Artistas com múltiplos prêmios:
| Artista      | Vitórias |
| ------------ | -------- |
| Manu Gavassi | 6        |
| Now United   | 4        |